# Collapse (кіберспортсмен)
Магомед Мурадович Халілов (також відомий як Collapse; нар.. 25 лютого 2002, Махачкала) — російський кіберспортсмен, гравець у Dota 2, найбільш відомий за виступами у складі команди Team Spirit (з 19 грудня 2020). Чемпіон The International 10 (2021), а також PGL Arlington Major 2022 та The International 12

## Життєпис
Магомед Мурадович Халілов народився в Махачкалі (Дагестан) 25 лютого 2002 за національністю аварець. Свій ігровий нік — Collapse — вибрав під впливом творчості Емінема та його композиції "Till I Collapse ".

## Кіберспортивна кар'єра
У комп'ютерну гру Dota 2 грає з 2017 року. Перші кіберспортивні турніри провів у 2018 році у складі команди Melancholy (найкращий результат — третє місце в турнірі третього рівня Dom.ru Championship 2018). У 2020 році Халілов перейшов до складу команди Cascade, а потім — до Yellow Submarine. Найкращий результат 2020 року — 7-8-мі місця (останні) в турнірі першого рівня EPIC League Season 2 Division 1.
У грудні 2020 року Халілов перейшов до повністю оновленої команди Team Spirit, яка пройшла кваліфікацію The International 10 та перемогла у гранд-фіналі PSG. LGD.
Collapse зазвичай грає на третій позиції офлейнера (гравець складної лінії).
Досягнення
| Дата          | Місце | Конкурс                   | Призові     |
| ------------- | ----- | ------------------------- | ----------- |
| Червень 2021  | 1.    | Pinnacle Cup              | 10.000 $    |
| Вересень 2021 | 2.    | OGA Dota PIT Invitational | 11.900 $    |
| Жовтень 2021  | 1.    | The International 10      | 3.641.660 $ |
| Липень 2022   | 2.    | Riyadh Masters 2022       | 150.000 $   |
| Серпень 2022  | 1.    | Arlington Major 2022      | 40.000 $    |

## Особисте життя
4 лютого 2022 року дівчина Магомеда Марі звинуватила його в тому, що кіберспортсмен зраджував їй і покинув під час вагітності. Пізніше цього ж дня клуб Team Spirit випустив заяву, в якій повідомив про пріоритет захисту приватного життя та «психологічного стану своїх гравців», попросивши ЗМІ «утриматися від спроб отримати коментар від представників організації». Жодних доказів про факт вагітності з боку дівчини надано не було. Через кілька днів Магомед опублікував відповідь у своєму особистому обліковому записі в Instagram, де спростував інформацію про зради та рукоприкладство.